# Max Geschwill
Max Geschwill (Schwäbisch Hall, 7 luglio 2001) è un calciatore tedesco, difensore del Magdeburgo.

## Carriera
Geschwill è cresciuto nel settore giovanile dell'Hoffenheim, ed ha giocato fra il 2020 ed il 2023 nella seconda squadra in Regionalliga diventandone il capitano.
Il 12 giugno 2023 è stato acquistato dal Sandhausen ed il 5 agosto ha giocato il suo primo incontro in 3. Liga contro il Lubecca. Al termine della stagione ha cambiato nuovamente squadra firmando con l'Holstein Kiel, neoporomosso in Bundesliga che ne ha pagato la clausola rescissoria presente sul contratto.
Il 14 agosto 2025 si trasferisce in prestito al Magdeburgo.

## Statistiche

### Presenze e reti nei club
Statistiche aggiornate al 14 ottobre 2024
| Stagione        | Squadra          | Campionato      | Campionato | Campionato | Coppe nazionali | Coppe nazionali | Coppe nazionali | Coppe continentali | Coppe continentali | Coppe continentali | Altre coppe | Altre coppe | Altre coppe | Totale | Totale | Totale |
| Stagione        | Squadra          | Comp            | Pres       | Reti       | Comp            | Pres            | Reti            | Comp               | Pres               | Reti               | Comp        | Pres        | Reti        | Pres   | Reti   |        |
| --------------- | ---------------- | --------------- | ---------- | ---------- | --------------- | --------------- | --------------- | ------------------ | ------------------ | ------------------ | ----------- | ----------- | ----------- | ------ | ------ | ------ |
| 2020-2021       | Hoffenheim II    | RL              | 14         | 2          | -               | -               | -               | -                  | -                  | -                  | -           | -           | -           | 14     | 2      |        |
| 2021-2022       | Hoffenheim II    | RL              | 26         | 1          | -               | -               | -               | -                  | -                  | -                  | -           | -           | -           | 26     | 1      |        |
| 2022-2023       | Hoffenheim II    | RL              | 20         | 0          | -               | -               | -               | -                  | -                  | -                  | -           | -           | -           | 20     | 0      |        |
| 2023-2024       | Sandhausen       | 3L              | 27         | 2          | CG              | 2               | 0               | -                  | -                  | -                  | -           | -           | -           | 29     | 2      |        |
| 2024-2025       | Holstein Kiel II | RL              | 1          | 0          | -               | -               | -               | -                  | -                  | -                  | -           | -           | -           | 1      | 0      |        |
| 2024-2025       | Holstein Kiel    | BL              | 5          | 1          | CG              | 0               | 0               | -                  | -                  | -                  | -           | -           | -           | 5      | 1      |        |
| Totale carriera | Totale carriera  | Totale carriera | 93         | 6          |                 | 2               | 0               |                    | -                  | -                  |             | -           | -           | 95     | 6      |        |